# Galjevången
Galjevången är ett bostadsområde i Lund. Området ingår i stadsdelen Tuna. Bebyggelsen består mest av villor och nationsbyggnader. Grundskolan Tunaskolan och flera parker ligger också i området.